# Patrice Rognon
Patrice Rognon (* 29. Dezember 1966) ist ein ehemaliger französischer Judoka, der 1991 Europameisterschaftsdritter war.

## Sportliche Karriere
Patrice Rognon trat meist im Schwergewicht oder in der offenen Klasse an. 1990 war er Zweiter im Schwergewicht bei den Militärweltmeisterschaften, Ende 1990 belegte er den dritten Platz bei den Weltmeisterschaften der Studierenden. Bei den Französischen Meisterschaften belegte er 1991 den dritten Platz im Schwergewicht hinter David Douillet und Georges Mathonnet. Bei den Europameisterschaften 1991 in Prag trat er in der offenen Klasse an. Nachdem er frühzeitig gegen den Italiener Stefano Venturelli verloren hatte, kämpfte er sich über die Hoffnungsrunde zum Kampf um eine Bronzemedaille durch, diesen gewann er gegen den Österreicher Josef Schmöller. Anderthalb Monate später erreichte er das Schwergewichtsfinale bei den Mittelmeerspielen in Panhellenios, er erhielt die Silbermedaille hinter dem Ägypter Mohamed Ali Rashwan.
1993 gewann Rognon seinen ersten französischen Meistertitel. 1994 belegte er den dritten Platz beim Tournoi de Paris. Im September 1994 gewann er mit der französischen Equipe den Mannschafts-Weltmeistertitel. 1997 war er zum zweiten Mal französischer Meister. 1998 belegte er bei den Europameisterschaften in Oviedo den siebten Platz in der offenen Klasse. Im Jahr darauf erreichte er den siebten Platz in der offenen Klasse bei den Weltmeisterschaften in Birmingham.